# Luftfahrzeugerdfunkstelle

Luftfahrzeugerdfunkstelle (rechts) an Bord eines Luftfahrzeugs im mobilen Flugfunkdienst über Satelliten

Eine Luftfahrzeugerdfunkstelle (englisch aeronautical earth station) ist – entsprechend Artikel 1.84 der Vollzugsordnung für den Funkdienst (VO Funk) der Internationalen Fernmeldeunion (ITU) – definiert als mobile Erdfunkstelle des mobilen Flugfunkdienstes über Satelliten an Bord eines Luftfahrzeugs.

## Klassifikation
Gemäß VO-Funk (Artikel 1) ist diese Funkstelle wie folgt klassifiziert: 

Erdfunkstelle (Artikel 1.63)
- Mobile Erdfunkstelle (Artikel 1.68); Mobilfunkdienst über Satelliten (Artikel 1.25)
- Ortsfeste Erdfunkstelle (Artikel 1.70); fester Funkdienst über Satelliten (Artikel 1.21) oder Mobilfunkdienst über Satelliten
  - Mobile Erdfunkstelle des Landfunkdienstes über Satelliten (Artikel 1.74); mobiler Landfunkdienst über Satelliten (Artikel 1.27)
- Ortsfeste Erdfunkstelle (Artikel 1.72); fester Funkdienst über Satelliten
- Küstenerdfunkstelle (Artikel 1.76); fester Funkdienst über Satelliten / Mobilfunkdienst über Satelliten mobile
- Schiffserdfunkstelle (Artikel 1.78); Mobilfunkdienst über Satelliten
- Bodenerdfunkstelle (Artikel 1.82); fester Funkdienst über Satelliten / mobiler Flugfunkdienst über Satelliten (Artikel 1.35)
- Luftfahrzeugerdfunkstelle (Artikel 1.84); mobiler Flugfunkdienst über Satelliten